# Thomas Christian
Thomas Christian (* 14. August 1951 in Linz, Österreich) ist ein österreichischer Violinist und Musikpädagoge.

## Leben und Wirken
Mit elf Jahren gewann er den österreichischen Geigerwettbewerb. Weitere Studien absolvierte er bei dem New Yorker Violinpädagogen Theodore Pashkus und bei Jascha Heifetz in Los Angeles. Mit neunzehn Jahren debütierte er mit dem ersten Violinkonzert in D-Dur von Paganini in der New Yorker Carnegie Hall. Seither konzertierte er als Solist in Europa, den Vereinigten Staaten und Asien. Thomas Christian war Gast der Dresdner Philharmonie, BSO Berlin, Bamberger Symphoniker, MDR-Orchester, Stuttgarter Radio-Sinfonie Orchester, Mozarteum-Orchester Salzburg, Wiener Symphoniker, ORF-Symphonieorchester. Er arbeitete mit den Dirigenten  Kurt Sanderling, Christoph von Dohnányi, Horst Stein, Milan Horvat, Leif Segerstam, Paavo Berglund, Heinz Wallberg, Leopold Hager, Heinrich Schiff  zusammen.
Thomas Christian ist Gründer und Primarius des Wiener Streichquintetts, welches seit 1986 in Europa, Südamerika und Japan konzertierte. Dieses Ensemble hat mehrere CDs eingespielt, darunter sämtliche Mozart-Streichquintette sowie das Quintett von A. Bruckner. Thomas Christian gab auch  Violinabende. Dabei arbeitet er  mit Paul Badura-Skoda, Jörg Demus, Antti Siirala, Stefan Vladar und Bruno Canino zusammen. Thomas Christian war 12 Jahre  künstlerischer Leiter des Kammermusikfestes auf Schloss Tillysburg (Oberösterreich), von 1989 bis 2004 war er in gleicher Funktion beim Schladminger Musiksommer tätig.
Außerdem widmet sich Thomas Christian der pädagogischen Tätigkeit. Er lehrt an der Konservatorium Wien Privatuniversität und wurde 1999 zum Professor an die Musikhochschule in Detmold berufen. Christian war ein musikalischer Mentor von Kathy Kelly von The Kelly Family.
Thomas Christian  lebt in Wien.